# پترو سودوراک
پترو سودوراک (انگلیسی: Petru Sudureac؛ زادهٔ ۲۳ ژوئن ۱۹۷۴) کشتی‌گیر اهل رومانی است.